# GK Rostow am Don
Der GK Rostow am Don ist ein russischer Frauen-Handballverein aus Rostow am Don.

## Geschichte
Der Club wurde 1965 als GK Rostselmasch Rostow gegründet. Den Namen trug der Verein bis zum Jahr 2002.

## Erfolge
- Sowjetischer Meister: 1990, 1991
- Russischer Meister: 1994, 2015, 2017, 2018, 2019, 2020, 2022
- Sowjetischer Pokalsieger: 1980, 1982
- Russischer Pokalsieger: 2007, 2008, 2012, 2013, 2015, 2016, 2017, 2018, 2019, 2020, 2021, 2025
- Russischer Supercup: 2015, 2016, 2017, 2018, 2019, 2020, 2021
- Sieger im Europapokal der Pokalsieger: 1990
- Sieger im EHF-Pokal: 2017

## Trainer
Von 2018 bis 2020 trainierte Ambrosio Martín die Mannschaft.